# Ejidos de Beltrán Cuautlalpan
Ejidos de Beltrán Cuautlalpan är en ort i Mexiko, tillhörande kommunen Texcoco i delstaten Mexiko. Ejidos de Beltrán Cuautlalpan ligger i den centrala delen av landet och tillhör Mexico Citys storstadsområde. Orten hade 602 invånare vid folkräkningen 2010.